# Toca da Onça (Goiás)
O local conhecido como "Toca da Onça", localizado a cerca de 12 km da cidade de Formosa, é um conjunto de sítios arqueológicos catalogados pelo IPHAN (Instituto do Patrimônio Histórico e Artístico Nacional) como LAPA DA PEDRA, e é uma passagem de duzentos metros embaixo de uma enorme pedra calcária localizada na fazenda Pedra, situada às margens da rodovia GO-458.